# Obereopsis mausoni
Obereopsis mausoni là một loài bọ cánh cứng trong họ Cerambycidae.